# Acacia janzenii
Acacia janzenii là một loài thực vật có hoa trong họ Đậu. Loài này được Ebinger & Seigler miêu tả khoa học đầu tiên.